# Les Bestiaires
Les Bestiaires è un romanzo di Henry de Montherlant, pubblicato nel 1926.
Si tratta del secondo romanzo di Montherlant e del secondo capitolo del ciclo di La Jeunesse d'Alban de Bricoule.

## Trama
Un giovane studente, tra i 16 e i 17 anni, Alban de Bricoule, va a trascorrere le vacanze in Spagna, presso un amico di famiglia, il duca de la Cuesta. Si innamora di Soledad, la figlia del duca. In suo onore, compie una serie di prodezze. A un certo punto Alban, molto appassionato di tauromachia, comincia a rivolgere la sua attenzione esclusivamente alle lotte contro i tori. Attratto dall'ebbrezza del pericolo, dall'entusiasmo del coraggio, dal sentimento della potenza, in quest'atmosfera di sangue, di sole e di morte, il suo amore per Soledad svanisce, si stacca definitivamente da lui.

## Commento
La maggior parte del libro è dedicata a una minuziosa descrizione dell'allevamento e dei combattimenti dei tori. Vi è anche la narrazione di una corrida nella quale Alban è il matador. Come gran parte delle opere di Montherlant, anche Les Bestiaires è un'opera autobiografica: l'autore ha preso realmente parte a una corrida, peraltro uccidendo un toro.

## Edizioni
- Henry de Montherlant, Les bestiaires, Paris, B. Grasset, 1926.
- Henry de Montherlant, Les bestiaires, Paris, Gallimard, 1954.